# 13 de Septiembre, Chiapas
13 de Septiembre är en ort i Mexiko.   Den ligger i kommunen Ocosingo och delstaten Chiapas, i den sydöstra delen av landet, 900 km öster om huvudstaden Mexico City. 13 de Septiembre ligger 158 meter över havet och antalet invånare är 219.
Terrängen runt 13 de Septiembre är platt söderut, men norrut är den kuperad. 13 de Septiembre ligger nere i en dal. Runt 13 de Septiembre är det ganska glesbefolkat, med 38 invånare per kvadratkilometer. Närmaste större samhälle är El Ixcán, 7,6 km väster om 13 de Septiembre. I omgivningarna runt 13 de Septiembre växer i huvudsak städsegrön lövskog.